# 特定通常兵器使用禁止制限条約
特定通常兵器使用禁止制限条約(とくていつうじょうへいきしようきんしせいげんじょうやく、英語表記はCCW or CCWC：Convention on Certain Conventional Weapons)とは、過剰な傷害または無差別の効果を発生させると認定される通常兵器の使用を禁止または制限する多国間条約である。

## 概要
大量破壊兵器である核兵器、化学兵器、生物兵器以外の通常兵器に対しても、過剰な傷害または無差別の効果を発生させるものについては、使用を制限すべきであるとの指摘があった。この種の国際条約としては、古くは1868年のサンクトペテルブルク宣言やダムダム弾禁止宣言（1899年）がある。ハーグ陸戦条約でも「不必要な苦痛を与える兵器」の使用が禁じられてきたが、人道的観点から新たな規制を求める提案がされるようになった。
提案が継続された結果、1980年の国連会議で本条約が採択され、1983年に発効した。手続き事項に関する本体条約と、具体的に規制を定める5個の附属議定書から構成される。当初の適用範囲は国際的な軍事紛争に限定されたが、2001年に内戦にも適用対象を広げる本体条約1条の改正案が採択された。
2025年7月時点で本体条約と附属議定書の締約国総数は128か国である。インドネシアやタイ、北朝鮮、アフリカ諸国の多くなどが非締約国である。また、後述のように個別の附属議定書について不参加の国もある。2001年の本体条約改正を受諾した国は72か国である。
日本は1982年に本体条約につき受諾書を寄託し、1条改正、附属議定書1から4までについても受諾している。

## 附属議定書

### 附属議定書1
検出不可能な破片により、人体に傷害を与えることを主目的にする兵器の使用を全面禁止する。1983年に発効した。本体条約締約国のうちモロッコとセネガルが非受諾。

### 附属議定書2
自爆機能を持たない対人地雷、および、ブービートラップの使用と移譲を規制する。1983年に発効した。その後、1996年に内乱での使用を条約適用対象に加え、探知不能な地雷を禁止するなどの改正が行われ、1998年に発効した（改正議定書2）。この議定書は後に対人地雷の使用、貯蔵、生産及び移譲の禁止並びに廃棄に関する条約に発展的に継承された。

### 附属議定書3
民間人や民間施設、および、人口密集地域にある軍事基地を焼夷弾で攻撃することを規制する。1983年に発効した。本体条約締約国のうちイスラエル、韓国、トルコなどは非受諾。

### 附属議定書4
人の視力を回復不可能な状態で喪失させる目的のレーザー兵器の使用と移譲を全面禁止する。1995年に採択され、1998年に発効した。本体条約締約国のうち韓国、キューバなどは非受諾。

### 附属議定書5
不発弾が事後的に爆発して被害を与えることを予防するために、不発弾の発生を予防する機能の付加、および、不発弾の事後処理を義務付ける。2003年に採択され、2006年に発効した。この議定書は後にクラスター弾に関する条約に発展的に継承された。